# Мурашко, Анатолий Иванович
Анато́лий Ива́нович Мура́шко (бел. Анатоль Іванавіч Мурашка; 29 апреля 1927, Березино, Минский округ — 17 марта 1990) — советский учёный в области гидротехники и мелиорации, академик ВАСХНИЛ (1982).

## Биография
Родился в п. Березино Бегомльского района Минской области.
Окончил Белорусский политехнический институт (1955) и до 1957 г. работал там же ассистентом.
В 1957—1983 в Белорусском НИИ мелиорации и водного хозяйства: аспирант (1957—1960), младший научный сотрудник (1961—1962), старший научный сотрудник (1962—1966), заведующий лабораторией пластмасс и стекломатериалов (1966—1972), заведующий лабораторией вертикального дренажа и новых материалов (1972—1976), заведующий отделом гидротехнической мелиорации (1976—1983).
В 1983—1990 директор ЦНИИ комплексного использования водных ресурсов (Минск). Одновременно в 1986—1988 и. о. академика-секретаря Западного отделения ВАСХНИЛ.
Доктор технических наук (1970), академик ВАСХНИЛ (1982, член-корреспондент с 1978).
Один из создателей теоретических и практических основ проектирования, расчетов и строительства горизонтального и вертикального дренажа. Руководил разработкой новых конструкций дренажных труб и защитных фильтров, организацией их производства. Теоретически обосновал и внедрил на болотах Полесья автоматизированные осушительно-увлажнительные системы на базе вертикального дренажа.
Заслуженный деятель науки и техники Белорусской ССР (1987). Награжден орденом Трудового Красного Знамени (1986), 4 медалями СССР, Почетной грамотой Верховного Совета БССР, 5 медалями ВДНХ, золотой медалью им. А. Н. Костякова (1987).
Получил 14 авторских свидетельств на изобретения. Автор (соавтор) около 250 научных трудов, в том числе более 50 книг и брошюр.
Публикации:
- Пластмассовый дренаж / Белорус. НИИ мелиорации и вод. хоз-ва. — Минск: Ураджай, 1969. — 195 с.
- Горизонтальный пластмассовый дренаж: расчеты и стр-во. — Минск: Ураджай, 1973. — 207 с.
- Осушение земель вертикальным дренажом / соавт.: А. И. Митрахович и др. — Минск: Ураджай, 1979. — 248 с.
- Сельскохозяйственный дренаж в гумидной зоне. — М.: Колос, 1982. — 272 с.
- Осушение торфяно-сапропелевых болот / соавт: Г. А. Щербаков. — Минск: Ураджай, 1984. — 128 с. — (Науч.-техн. прогресс и развитие пр-ва).